# Phelim Drew

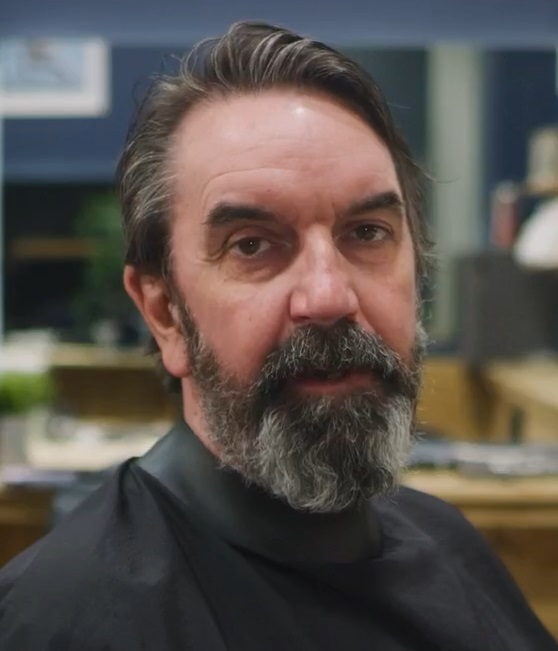

Phelim Drew (* 1969) ist ein irischer Schauspieler.

## Leben
Phelim Drew ist der Sohn von Ronnie Drew, dem Gründungsmitglied der Irish-Folk-Gruppe The Dubliners, und seiner Frau Deirdre und hat eine ältere Schwester Cliona. Im Teenageralter entschloss er sich Schauspieler zu werden und trat in einer Laienschauspielgruppe seiner Heimatstadt Greystones auf. Professionelle Schauspielerei erlernte Phelim Drew an der Gaiety School of Acting in Dublin. Im Jahr 1989 gab er in dem oscarprämierten Spielfilm Mein linker Fuß von 1989 sein Debüt vor der Kamera.
Phelim Drew ist mit der Schauspielerin Sue Collins verheiratet und hat mit ihr vier Kinder.

## Filmografie
- 1989: Mein linker Fuß (My Left Foot: The Story of Christy Brown)
- 1991: The Commitments
- 1992: Into the West
- 1993: Fatal Inheritance
- 1994: Die Witwen von Widows Peak (Widows' Peak)
- 1995: The Long Way Home
- 1995: Die Scharfschützen – Die Wolfsjagd (Sharpe's Battle) (TV)
- 1998: The Rope Trick
- 1998: Der amerikanische Neffe (The Nephew)
- 1999: The Ambassador
- 1999: Shergar
- 1999: With or Without You
- 1999: Die Asche meiner Mutter (Angela's Ashes)
- 2001: The Escapist
- 2002: Chaos - Manege des Todes (Chaos)
- 2003: Bloom
- 2003: The Clinic (TV-Episodenrolle)
- 2004: King Arthur
- 2005: It Happened One Night
- 2007: Speed Dating
- 2007: Flucht aus dem Höllenkerker – Die legendäre Fahrt der Catalpa (The Catalpa Rescue)
- 2008: The Escapist
- 2008: Ronnie Drew: September Song (TV)
- 2015: Clean Break
- 2017: The Winner and the Keeper